# MP 89 sorozat
Az MP 89 sorozat (franciául:  Métro sur Pneus d'appel d'offres de 1989) a párizsi metróban használt villamos motorvonatok gumiabroncsos változata. A Roger Tallon által tervezett két típust a GEC-Alstom építette a 4-es és a 14-es vonal számára, és hamarosan a 6-os vonalon is forgalomba áll. Négy vonatot Montrouge-ban vagy Saint Ouenben tárolnak üzemi tartalékként.

## Fogantatás
1978-ban az RATP nagyszámú elavult Sprague-Thomson motorvonattal rendelkezett, amelyek közül sok megközelítette a 60-70 éves kort. A 8-as, 9-es és 13-as vonalon az MF 77-es vonatokkal a Sprague nagy részét kicserélték. A 9-es vonalon azonban még mindig közlekedett néhány vonat, amelyek kora már megközelítette a 80 éves kort. Ezeket a vonatokat végül 1983-ban leselejtezték, így a gördülőállomány átlagéletkora 14 évre csökkent. A gördülőállomány további öregedésére számítva az RATP megváltoztatta a gördülőállomány cseréjére vonatkozó politikáját, hogy elkerülje az összes gördülőállomány tömeges, egyidejű cseréjét.
1990. szeptember 28-án jóváhagyták az MP 89-es vonatok a RATP számára történő gyártására vonatkozó szerződést 665 kocsi megrendelésére, és a GEC-Alsthom-ot választották gyártónak. 1994-ben egy MP 89 CA prototípust építettek tesztelésre a Petite Ceinture (ennek a létesítménynek a neve: BEPC, Base d'Essais de la Petite Ceinture), a Párizst körülvevő egykori vasúti létesítményben. Az 1-es vonalra összesen 52, a 14-esre pedig 21 szerelvény készült, összesen 438 kocsival, ami kevesebb, mint a megrendelt 665 kocsi.

## Leírás
Az MP 89 számos olyan funkciót tartalmaz, amelyek mindkét alosztályban megtalálhatók. Ezek az innovatív tulajdonságok tették az MP 89-et a maga nemében elsőként a metrón, és lehetővé tették az RATP számára, hogy továbbra is felszerelje vonalait a modernizált raktárkészlettel.
Számos szolgáltatás közül az MP 89 a gördülőállomány első osztálya, amely magában foglalja az ajtók automatikus nyitását és zárását. Ahelyett, hogy az utasnak meg kell húznia egy kart vagy meg kell nyomnia egy gombot, hogy kinyithassa az ajtót ahhoz, hogy be- vagy kiszálljon a vonatból, a peronoldalon lévő összes ajtó automatikusan kinyílik és bezárul. Ez annak a ténynek köszönhető, hogy az ezt az anyagot használó vezetékek túlnyomórészt a föld alatt vannak. Ezt a funkciót az MF 2000 és az MP 05 gördülőállomány vitte tovább.
Az MP 89 egy audio- és vizuális automata rendszerrel is fel van szerelve (AVSA Annonces Visuelles et Sonores Automatiques), amely automatikusan érzékeli az állomás peronjának helyzetét (akár a vonat bal, akár jobb oldalán van a peron). Ez az érzékelés lehetővé teszi a vonatajtók automatikus kinyitását a peron megfelelő oldalán. A rendszer lehetővé teszi az automatikus állomásbemondások működtetését is. Ahelyett, hogy a vezetőnek a kaputelefont kellene használnia az állomásnevek bemondásához, az automatizált rendszer ezt automatikusan megteszi. Az íves állomásokon ez a rendszer különösen fontos a vonat és az íves peron közötti rés miatt. Az automatizált üzenetek jelzik a görbék jelenlétét.
Például; ha egy MP 89 CC vonat megközelíti a Barbès – Rochechouart ívelt állomását a 4-es vonalon, akkor a vonat behajtása előtt automatikusan kiírja a „Barbès – Rochechouart” állomás nevét. Ahogy a vonat közeledik a peronhoz, és lassítani kezd, egy második állomásnév-bejelentés hangzik el: „Barbès – Rochechouart”. Abban az esetben, ha egy peron ívelt, egy harmadik közlemény franciául, angolul és egy harmadik nyelven (általában spanyol, német vagy olasz) hangzik el, amely figyelmezteti az utasokat, hogy „Kérjük, vegye figyelembe a vonat és a peron közötti távolságot”. Az MP 89 CA jelenleg nem használja a „mind the gap” bejelentéseket, mivel a 14-es vonal egyik platformja sem ívelt.
Az MP 89 másik újdonsága a kocsik közötti összekötő átjáró, amelyet a BOA prototípussal, majd később az MF 88-cal valósítottak meg. Ezt a következő fejezetben részletesen ismertetjük, mert a CC és CA változatok között eltér a felszerelt átjáró típusa. . A folyosókat ezt követően javították, és felszerelték a későbbi MF 2000 és MP 05 törzsvonatokat. (fr:MP 89-ből).

## Fordítás
- Ez a szócikk részben vagy egészben az MP 89 című angol Wikipédia-szócikk ezen változatának fordításán alapul.  Az eredeti cikk szerkesztőit annak laptörténete sorolja fel. Ez a jelzés csupán a megfogalmazás eredetét és a szerzői jogokat jelzi, nem szolgál a cikkben szereplő információk forrásmegjelöléseként.